# Georg Leisek

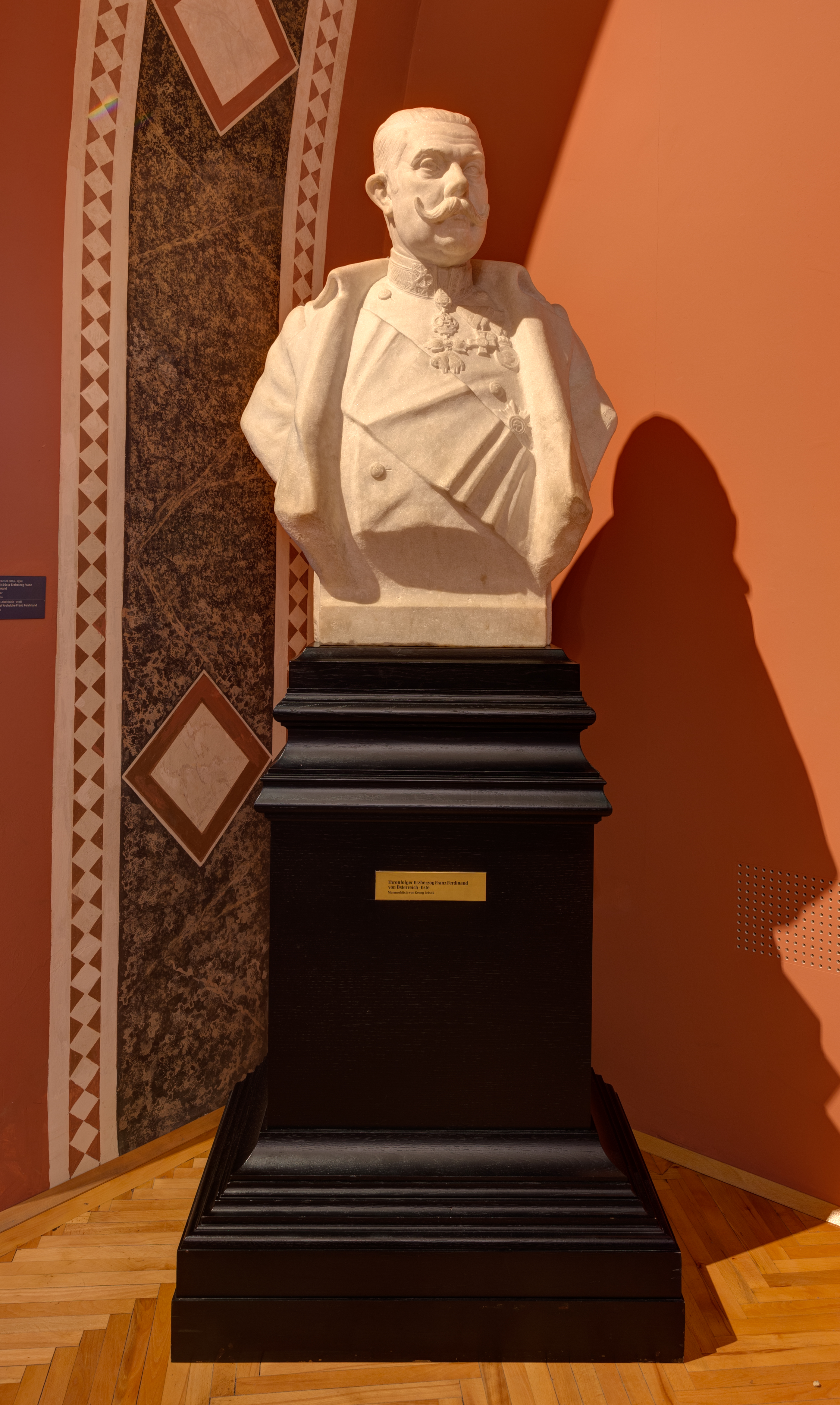
Bildnisbüste Erzherzog Franz Ferdinand, vor 1918

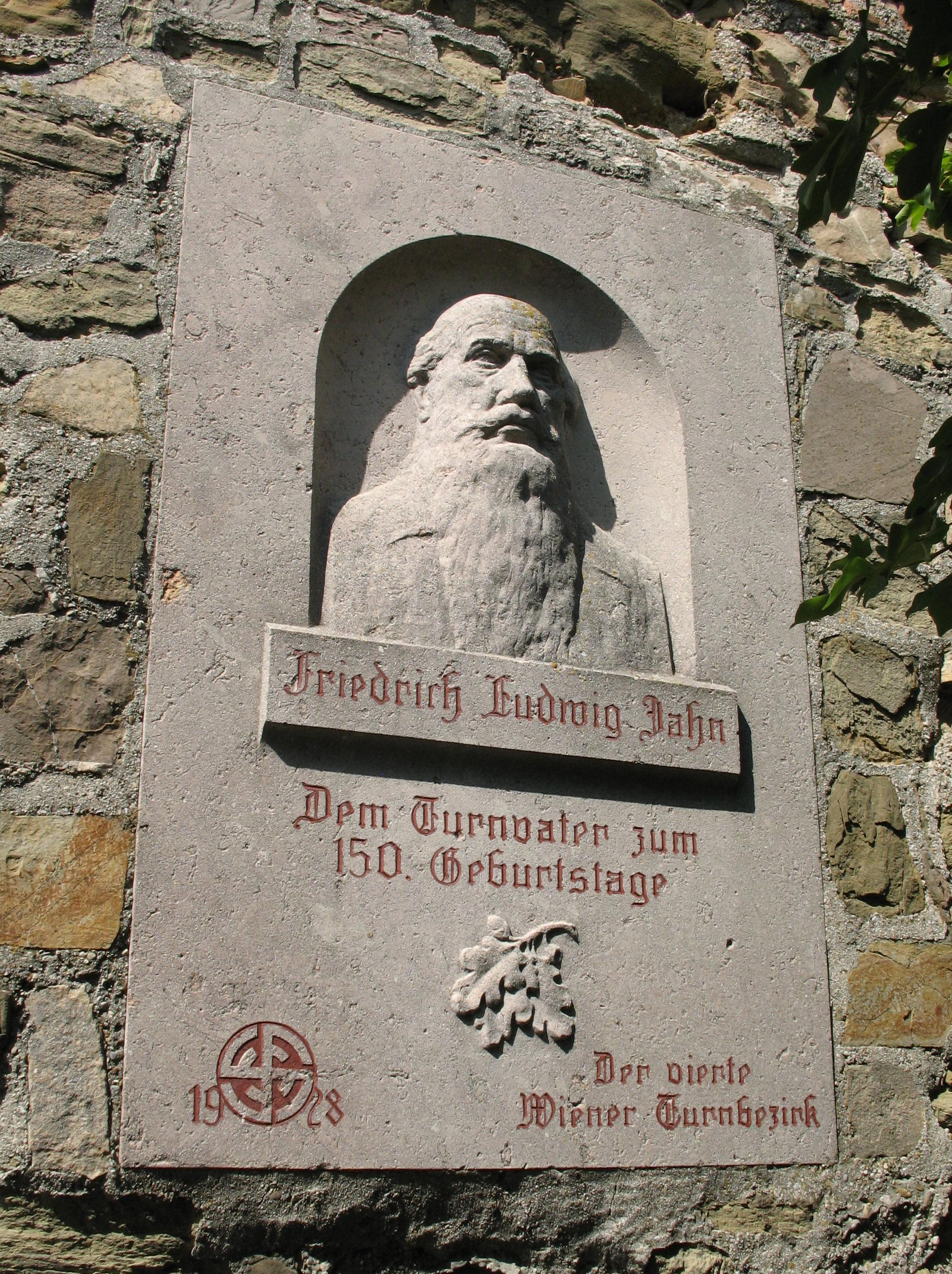
Friedrich Ludwig Jahn-Denkmal am Leopoldsberg

Georg Leisek (* 30. Juni 1869 in Wien; † 15. März 1936 in Maria-Lanzendorf) war ein österreichischer Bildhauer.

## Leben und Werk
Leisek war der Sohn des Medailleurs und Münzgraveurs Friedrich Leisek (1839–1914). Er studierte von 1888 bis 1895 bei Caspar von Zumbusch und Edmund Hellmer an der Akademie der bildenden Künste Wien. Zu Beginn seiner künstlerischen Tätigkeit war er als Mitarbeiter von Rudolf Weyr und Arthur Strasser tätig und machte sich 1894 oder 1898 selbständig. 1903 wurde er Mitglied der Gesellschaft Künstlerhaus Wien. Im Jahr 1908 wurde von ihm in der „Österreichischen Jubiläums-Kunstausstellung“ in Wien eine Porträtstatue des Malers Julius von Blaas in Bronze gezeigt.

## Werke (Auswahl)
- 1896: Gipsbüste für das Jubiläum Wilhelm von Hartels.[3]
- Christian-Doppler-Büste im Arkadenhof der Universität Wien (enthüllt am 2. September 1901)
- Friedrich-Schiller-Denkmal in Czernowitz
- Relief Vertreibung aus dem Paradies in der Vorhalle der Friedhofskirche zum heiligen Karl Borromäus am Wiener Zentralfriedhof
- 1905: Kolossalfiguren am Giebel des Wiener Bürgertheaters, Vordere Zollamtsstraße 13. (Abgerissen)
- 1906: Relief Christus empfängt die Verstorbenen am Hauptportal des Wiener Zentralfriedhofes (gemeinsam mit Anselm Zinsler)
- 1910: Franz-Joseph-Denkmal, seit 1936 in der Semmelweis-Frauenklinik in Wien aufgestellt
- 1910: Kaiser-Jagdstandbild in Bad Ischl
- 1914 / 1915: Skulpturen am (zweiten) Dianabad in Wien
- vor 1918: Bildnisbüste Erzherzog Franz Ferdinand, weißer Marmor, 82 × 44 × 106 cm, Heeresgeschichtliches Museum, Wien
- 1928: Friedrich-Ludwig-Jahn-Denkmal am Leopoldsberg